# Ze'ev Boim
Ze'ev Boim (30 de abril de 1943 - 18 de março de 2011) foi um político israelense. Ele foi  prefeito de Kiryat Gat antes de se tornar membro do Knesset por Likud e depois Kadima. Boim foi ministro da Agricultura e Desenvolvimento Rural, Ministro da Habitação e Construção e ministro da Absorção de Imigrantes.